# Marie Laforêt
Marie Laforêt, nombre artístico de Maïténa Marie Brigitte Douménach (Soulac-sur-Mer, Nueva Aquitania, Francia; 5 de octubre de 1939 - Genolier, Suiza; 2 de noviembre de 2019) fue una cantante y actriz francesa.

## Biografía

### Orígenes familiares
Maïtena Douménach nació el 5 de octubre de 1939 en Soulac-sur-Mer (Gironda). El primer nombre Maïtena, es de origen vasco, que tiene el significado de "amado", lo dan a veces los habitantes del Languedoc, especialmente de los Pirineos. El apellido de su padre, Douménach, es una forma catalana de Dominica.

### Infancia y adolescencia
Marie Laforêt es hija de Jean Eugène Douménach (1909-1983), politécnico, matemático e investigador del CNRS y de Marie Louise Saint Guily (1912-1993), ama de casa. La familia de su padre es de Olette, un pueblo de los Pirineos Orientales y la de su madre, de Burdeos. Sus abuelos paternos se establecieron en Sainte-Terre, cerca de Libourne, a principios del siglo XX, en una casa en la que su padre vivió mucho tiempo y donde Marie Laforet de niña pasó sus vacaciones. 
Durante la Segunda Guerra Mundial, la familia Douménach encontró refugio en Cahors y en la ciudad de sus antepasados, Lavelanet. Mientras su padre es prisionero de guerra en Alemania, Marie, su hermana Alexandra y su madre sufren muchas privaciones y viven con dificultades.
Después del regreso de su padre del cautiverio en mayo de 1945, la familia vive en Raismes, donde Jean Douménach dirige una fábrica de construcción de ferrocarriles, la Société Franco-Belge.
Maïtena hace sus estudios en el instituto de chicas Watteau, hasta el quinto grado. Luego, la familia Doumenach se instala en París.
Tras haberse acercado a la religión y haber pensado en entrar en el convento, estudia en París en el Lycée Jean de La Fontaine donde comienza a sentir un vivo interés por sus primeras experiencias de juego dramático que para ella son un benéfico efecto catártico.
En 1998, reveló que a los tres años había sido violada varias veces por un vecino, episodio traumático cuya memoria permaneció reprimida y oscurecida durante casi cuarenta años antes de resurgir.

### Década de 1960
Su carrera comenzó, por casualidad, en 1959 cuando reemplazó a su hermana a última hora en el concurso de la radio francesa Naissance d'une étoile (Nacimiento de una estrella) y ganó. El director Louis Malle la seleccionó para la película que filmaba en aquel momento, Liberté, proyecto que finalmente él abandonó, haciendo que la primera aparición de Laforêt en la pantalla fuera con el actor Alain Delon en el drama de René Clément, Plein Soleil (A pleno sol).
Después de esta película se volvió muy popular e interpretó muchos papeles en la década de 1960. Se casó con el director Jean-Gabriel Albicocco, quien la utilizó en sus propios trabajos, incluyendo La Fille aux yeux d'or (La chica de los ojos dorados), basada en la historia de Balzac, y que se convertiría posteriormente en el sobrenombre de Laforêt.
En su segunda película, Saint Tropez Blues, acompañada por un joven Jacques Higelin en la guitarra, interpretó la canción con el título de la película y a partir de ahí comenzó a grabar sencillos. Su primer éxito lo obtuvo en 1963 con «Les Vendanges de l'amour» que en los países de habla española se lanzó (con gran éxito también) con el título «Y volvamos al amor».
Sus canciones ofrecían una alternativa más madura, poética y suave que las canciones de corte yeyé que ocupaban las listas francesas de la época. Sus melodías parecían estar más inspiradas en el folclor de Sudamérica y de Europa del este que en el pop contemporáneo de los Estados Unidos y la Gran Bretaña. Laforêt trabajó con muchos compositores franceses de importancia, tales como André Popp y Pierre Cour, que la proveyeron de sofisticados arreglos orquestales, combinando docenas de instrumentos y creando una variedad de sonidos, a veces casi medievales, renacentistas o barrocos y otras veces modernos e innovadores.

### Década de 1970
Al final de la década de 1960, Laforêt se había convertido en una figura única en la escena del pop francés. Su música se afianzó, quizá demasiado para su nueva compañía discográfica CBS Records, que esperaba de ella canciones más simples. Se interesó en hacer grabaciones más personales, pero finalmente se rindió. Aunque sus mayores éxitos comerciales («Viens, viens», versión de un éxito británico, e «Il a neigé sur Yesterday», una balada acerca de la rotura de The Beatles) fueron de los años 1970, Laforêt perdió progresivamente el interés en su carrera de solista y en 1978 se mudó a Ginebra (Suiza), donde abrió una galería de arte y abandonó la música casi paralelamente.

### De 1980 al final
En los años 1980, se concentró nuevamente en su carrera de actriz y apareció en algunas películas francesas e italianas. Eventualmente lanzó nuevos sencillos pero sin éxito. Tuvo una vuelta a los escenarios en 1993 con un álbum –el último– del que fue autora de la letra de las canciones. En los años 1990 continuó su trabajo como actriz, tanto en la pantalla como en los escenarios. Actuó en algunas puestas en escena en París y en septiembre de 2005 realizó una gira por Francia (por primera vez desde 1972).
En sus últimos días residió en Ginebra y obtuvo la nacionalidad suiza. Falleció en la Clínica Genolier.

## Canciones

### Marie Laforêt, la cantantefolk
Laforêt se ha envuelto en la música folk desde que comenzó a grabar a principios de los años 60. Ayudó a popularizar la canción de Bob Dylan «Blowin' in the Wind» en Francia con su propia interpretación. En el lado B del mismo LP canta el clásico del folk estadounidense «House of the Rising Sun». Otras canciones de este corte son: «Viens sur la montagne», una adaptación francesa de la canción afroamericana de corte espiritual «Go Tell It on the Mountain», grabada por el trío Peter, Paul and Mary en 1963, «Coule doux» («Hush-a-Bye»), otra canción de Peter, Paul and Mary, «Sur les chemins des Andes», una versión francesa de la canción peruana «El cóndor pasa» y «La voix du silence», un cover del primer éxito del dúo estadounidense Simon and Garfunkel, «The Sound of Silence».

### Marie Laforêt, la rockera
También grabó algunas canciones de rock en la década de 1960, siendo la más famosa «Marie-douceur, Marie-colère», una versión del éxito de los Rolling Stones «Paint It, Black». Otra canción popular fue «À demain, my darling», conocida entre los angloparlantes como «The Sha La La Song» y grabada por Marianne Faithfull en su álbum de debut.

### Marie Laforêt, la cantante pop
Algunas de sus más memorables canciones pop fueron aquellas escritas o editadas por el compositor francés André Popp, tales como «Entre toi et moi», «L'amour en fleurs», «Les noces de campagne», «Manchester et Liverpool», y «Mon amour, mon ami».
La voz de Marie Laforêt encajó perfectamente en los sonidos sesenteros de Popp y creó más de ellos para la cantante que para sus contemporáneas.

### Otras canciones de importancia
La silenciosa, agridulce y poco orquestada «Je voudrais tant que tu comprennes» de 1966, compuesta por Francis Lai, fue una de las canciones favoritas cantadas por Marie Laforêt. 
Su éxito de 1977 «Il a neigé sur Yesterday», quizá su canción más famosa, fue obra del experimentado letrista Michel Jourdan (que había escrito la letra de las primeras canciones de Marie, tales como «Les Vendanges de l'amour» y «L'Orage») y el músico Jean-Claude Petit.
«Viens, viens» de 1973 fue de hecho una versión de la canción británica «Rain, Rain, Rain» interpretada por Simon Butterfly.

## Filmografía
- 1960: Plein Soleil: Marge Duval, René Clément
- 1961: Saint Tropez Blues: Anne-Marie, Marcel Moussy
- 1961: La Fille aux yeux d'or (The Girl with the Golden Eyes): the girl, Jean-Gabriel Albicocco
- 1961: Les Amours célèbres: Mlle Georges, Michel Boisrond
- 1962: Le Rat d'Amérique, Jean-Gabriel Albicocco
- 1962: Leviathan: Angèle, Léonard Keigel
- 1963: Cherchez l'idole, Michel Boisrond
- 1963: À cause, à cause d'une femme: Agathe, Michel Deville
- 1964: La Chasse à l'homme: Gisèle, Édouard Molinaro
- 1965: Cent briques et des tuiles: Ida, Pierre Grimblat
- 1965: La Soldatesse, Valerio Zurlini
- 1965: Marie-Chantal contre le docteur Kha: Marie-Chantal, Claude Chabrol
- 1967: Le 13ème caprice: Fanny, Roger Boussinot
- 1967: Jack of Diamonds: Olga, Don Taylor
- 1972: Le Petit Poucet (Tom Thumb): the queen, Michel Boisrond
- 1979: Flic ou voyou: Edmonde Puget-Rostand, Georges Lautner
- 1982: Les Diplômés du dernier rang: Dominique, Christian Gion
- 1982: Que les gros salaires lèvent le doigt!: Rose, Denys Granier-Deferre
- 1984: Les Morfalous: Hélène Laroche-Fréon, Henri Verneuil
- 1984: Joyeuses Pâques: Sophie Margelle, Georges Lautner
- 1985: Le Pactole: Greta Rousselet, Jean-Pierre Mocky
- 1985: El exilio de Gardel (Tangos): Mariana, Fernando Solanas
- 1987: Sale destin: Marthe Marboni, Sylvain Madigan
- 1987: Fucking Fernand: Lotte, Gérard Mordillat
- 1987: Il est génial papy!: Louise, Michel Drach
- 1995: Dis-moi oui...: Mme Villiers, Alexandre Arcady
- 1996: Tykho Moon: Éva, Enki Bilal
- 1997: Héroïnes: Sylvie, Gérard Krawczyk
- 1997: C'est la tangente que je préfère: Pétra la vérité, Charlotte Silvera
- 2000: Jeux pour mourir, Bruno Romy
- 2001: Le Syndrome de l'adhésif

## Discografía

### Sencillos y EP
- 1960: Saint-Tropez Blues / Tumbleweed
- 1963: Tu fais semblant - Les vendanges de l'amour / Mary Ann - Les jeunes filles
- 1963: Blowin' in the Wind - Flora / House of the Rising Sun - Banks on the Ohio
- 1963: Au coeur de l'automne - L'amour en fleurs / Qu'est-ce qui fait pleurer les filles - Mais si loin de moi
- 1963: La vendemmia dell'amore - E giusto / Una noia senza fine - Che male c'e
- 1964: Viens sur la montagne - Les noces de campagne / Un amour qui s'éteint - L'amour qu'il fera demain
- 1964: La tendresse - La playa / Après toi qui sait - L'arbre qui pleure
- 1965: Katy cruelle - Entre toi et moi / La bague au doigt - Ma chanson faite pour toi
- 1965: Ah ! Dites, dites - Julie Crèvecoeur / Viens - À demain my darling
- 1965: La plage / Après toi, qui sait
- 1966: La voix du silence (The Sound of Silence) - Siffle, siffle ma fille / Je t'attends - L'orage
- 1966: Marie-douceur, Marie-colère (Paint It, Black) - Toi qui dors / Je voudrais tant que tu comprennes - La moisson
- 1966: Manchester et Liverpool - Pourquoi ces nuages / Prenons le temps - Sur les chemins des Andes
- 1966: Mon amour, mon ami - Sébastien / Je suis folle de vous - Mon village au fond de l'eau
- 1967: Ivan, Boris et moi - Je ne peux rien promettre / Pour celui qui viendra - Tom
- 1968: Le lit de Lola - Qu'y-a-t-il de changé / Et si je t'aime - A la gare de Manhattan
- 1968: El polo - L'air que tu jouais pour moi / Le tengo rabia al silencio - House of the rising sun
- 1968: Que calor la vida - Mais mon coeur est vide / La valse des petits chiens blancs - Requiem pour trois mariages
- 1969: Au printemps - Roselyne / Feuilles d'or - D'être à vous
- 1969: Pour une étoile - Ton coeur sauvage / Vin de l'été - En plus de l'amour
- 1969: Ah ! Si mon moine - On n'oublie jamais / Tourne, tourne - La fleur sans nom
- 1969: Tu es laide / Toi, nos enfants et moi

### LP
- 1964: Marie Laforêt
- 1965: Marie Laforêt Vol. 2
- 1967: Marie Laforêt Vol. 3
- 1968: Marie Laforêt Vol. 4
- 1968: Que calor la vida
- 1969: Marie Laforêt Vol. 6
- 1970: Marie Laforêt Vol. 7

## Canciones recomendadas
- Aux Marches du Palais
- Il a neigé sur yesterday
- Ivan, Boris et moi
- Javas, dentelles et falbalas
- Je Suis Folle De Vous
- Je voudrais tant que tu comprennes
- La Flûte Magique
- La Moisson (Andiamo A Mietere Il Grano)
- La Tendresse
- Les vendanges de l'amour
- L'oiseau et l'enfant
- L'orage
- Marie douceur, Marie colère
- Mon amour
- Mon amour, mon ami
- Qu'est-ce qui fait pleurer les filles
- Saint-Tropez Blues
- Tu Fais Semblant
- Viens, viens
- Viens sur la montagne
- Y volvamos al amor